# Золоте око (фільм)
«Золоте око» — 17-й фільм про англійського суперагента Джеймса Бонда. Екранізація однойменної новели Яна Флемінга.

## Сюжет
1986 рік. Холодна війна триває, але СРСР втрачає колишню хватку через зміну політичного курсу. Два агента МІ-6 — агент 006 Алек Тревельян (Шон Бін) і агент 007 Джеймс Бонд (Пірс Броснан) — виконують секретне завдання з підриву хімічного заводу біля дамби в Архангельську. Мета проста: проникнути на базу і підірвати склад з вибуховою газом. Під час цієї операції полковник Радянської Армії Аркадій Григорович Урумов (Ґоттфрід Джон) ловить і вбиває Травельяна пострілом з пістолета Макарова в голову, через що Бонд змушений перевести таймер на бомбах з 6 на 3 хвилини і втекти з заводу на літаку за мить до вибуху.
Пройшло 9 років. Радянський Союз розпався. Бонд вирушає до Монте-Карло на розвідувальну місію. Він знайомиться з Ксенією Онатопп (Фамке Янссен), яка роз'їжджає на Феррарі з фальшивими французькими номерами. Вночі вона на своїй яхті в ліжку душить коханця — французького адмірала і забирає собі його перепустку. Вранці Джеймс Бонд проникає на цю яхту і знаходить тіло. Він вирушає на військову презентацію європейського вертольота-невидимки, яка проходить у Монте-Карло. Там Ксенія дає перепустку Аркадію Урумову, який до цього часу вже став генералом. Вони обоє проходять на презентацію, вбивають двох пілотів, одягають їхню форму і втікають на вертольоті, попри всі намагання Бонда їм перешкодити. Вертоліт летить на російську супутникову станцію «Сєвєрная» в Сибіру. Ксенія розстрілює всіх службовців станції, а Урумов активує нову російську космічну зброю під назвою «Золоте око». Ця зброя являє собою супутники, які можуть вибухати над будь-яким місцем на Землі, створюючи потужні електромагнітні імпульси, виводячи з ладу всю електроніку. Урумов спрямовує удар на станцію «Сєвєрная», і втікає на вертольоті разом із Ксенією та їхнім спільником, програмістом Борисом Гріщенком. Один із службовців станції встигає перед смертю ввімкнути сигнал тривоги, і до «Сєвєрної» прямують три МІГи. «Золоте око» знищує станцію і МІГи. За подіями стежать люди з МІ-6 через супутник, який також знищує імпульс «Золотого Ока». За деякий час, використовуючи інший супутник, вони помічають, що на «Сєвєрній» вижила жінка-програміст, яка вибралась із-під уламків супутникової тарілки і дісталась до найближчого міста на собаках.
Новопризначений «М», жінка, (Джуді Денч) відправляє Бонда до Санкт-Петербурга розібратись у цій ситуації. Перед цим Q (Десмонд Ллевелін) споряджає Бонда кількома своїми новими винаходами: ремінь зі сталевим тросом, ручку-гранату, новий годинник із підривачем і машину BMW Z3. Також він дає Бонду квиток авіакомпанії British Airways за маршрутом Лондон — Санкт-Петербург. У цей час у Санкт-Петербурзі проходить рада Міністерства оборони Російської Федерації на чолі з міністром оборони Дмитром Мішкиним (Чекі Каріо). На ньому виступає Урумов — командувач Космічних військ Росії. Він каже, що вважає, що цей напад здійснили сибірські сепаратисти. Але Мішкин вважає, що це справа рук підлеглих Урумова, але сам генерал під підозру не підпадає.
В аеропорту Пулково Бонда зустрічає резидент ЦРУ в Росії Джек Вейд (Джо Дон Бейкер). Він виводить 007 на російського мафіозі, колишнього агента КДБ Валентина Дмитровича Жуковського (Роббі Колтрейн), якому Бонд колись прострілив ногу. Той вважає, що напад із «Золотого ока» — робота його суперників — мафіозі з угрупування «Янус». Ксенія Онатопп приводить Бонда на звалище. В цей час до Санкт-Петербурга приїжджає Наталія Федорівна Семьонова (Ізабелла Скорупко), програмістка, яка вижила на «Сєвєрній». Вона зв'язується з Гріщенком, той приводить її в собор Смоленської Божої Матері, де її хапають люди «Януса». Тим часом Бонд на звалищі зустрічається з керівником «Януса», яким виявляється колишній агент 006 МІ-6 і колишній друг Бонда — Алек Тревельян. Той розповідає, як зімітував свою смерть в Архангельську, після чого вступив до російської мафії. Але на хімічному заводі вибух бомб, таймери яких Бонд перевів з 6 на 3 хвилини, сильно пошкодив його обличчя. Вони розмовляють, після чого люди Тревельяна присипляють Бонда, зв'язують, садять його разом із Семьоновою у вертоліт-невидимку і запускають ракети вертольота на нього ж самого. Бонду вдається катапультуватись разом із Семьоновою і вижити. Але на склад приїжджають військові і заарештовують обидвох. Вони доставляють їх до слідчого ізолятора. Там Бонд намагається познайомиться з Наталією. Потім їх допитує міністр оборони Дмитро Мішкін, але приходить Урумов і з пістолета Бонда вбиває міністра. Потім він хоче застрелити зі своєї зброї Бонда, але той нападає на Урумова, і разом з Наталією втікає, але охорона ловить Семьонову і саджає у «Волгу» Урумова. Той їде до Тревельяна, але його намагається наздогнати Бонд, який викрав танк. 007 їде на танку по Санкт-Петербургу, його намагаються зупинити військові і міліціонери, але марно. У результаті Урумов привозить Семьонову до бронепоїзда Тревельяна, потяг починає їхати, але агент 007 пострілом із танкової гармати зупиняє його. Бонд заходить у потяг і бере на приціл Тревельяна. Але Урумов загрожує пістолетом Наталії, і Бонд вбиває Урумова. Ксенія і Алек втікають і замикають двері. Вони відлітають на вертольоті і підривають потяг, та Джеймс і Наталія рятуються, а Семьонова ще й дізнається розташування бази Тревельяна — Куба.
Вони вдвох вирушають на Кубу, де їм знов допомагає резидент ЦРУ Джек Вейд. Бонд і Наталія на літаку прочісують острів, але не можуть знайти станції ворога, аж поки їх не збиває ракета. Вони виживають, але їх хоче добити Ксенія Онатопп. Бонд убиває її і збиває ворожий вертоліт. Потім вони знаходять заховану під озером космічну станцію Тревельяна. Вдвох вони пробираються на станцію, де їх ловлять люди Алека, але Наталія встигає скасувати плани Алека — підірвати супутник «Золотого ока» над Лондоном, а потім переказати на свій рахунок гроші з лондонських банків і організувати падіння лондонської біржі. Бонд підриває ручку-гранату, ламає антену станції і скидає Алека з висоти. Потім вибухає станція, у вогні гине Борис Гріщенко.
Джеймс і Наталія рятуються. Їх знаходять люди Вейда і забирають на базу.

## В ролях
- Пірс Броснан — Джеймс Бонд (уперше грає роль Джеймса Бонда, ставши п'ятим Бондом в офіційних фільмах)
- Шон Бін — Алек Тревельян (Уперше у фільмах про Бонда важливу роль грає інший агент з двома нулями)
- Ізабелла Скорупко — Наталія Семенова
- Фамке Янссен — Ксенія Онатопп
- Джо Дон Бейкер — Джек Вейд (з'явиться у цій ролі ще й у фільмі «Завтра не помре ніколи»)
- Джуді Денч — M (перший фільм, де в ролі «М» — жінка)
- Ґоттфрід Йон — генерал Аркадій Григорович Урумов
- Роббі Колтрейн — Валентин Дмитрович Жуковський (з'явиться у цій ролі й у фільмі «І цілого світу замало»)
- Алан Каммінґ — Борис Грищенко
- Чекі Каріо — міністр оборони Дмитро Мішкін
- Десмонд Ллевелін — Q (Ллевелін — єдиний актор, що залишився з минулого складу)
- Саманта Бонд — міс Маніпенні (Саманта Бонд уперше зіграла роль Маніпенні)